# روبرت جاسترو
روبرت جاسترو (7 سبتمبر 1925-8 فبراير 2008) عالم فلك أمريكي وفيزيائي كواكب. كان عالمًا في وكالة ناسا، ومؤلفًا شعبويًا ومستقبليًا.

## تعليم
حضر جاسترو مدرسة تاونسند هاريس الثانوية. كما حضر البرنامج الصيفي في Camp Rising Sun. التحق بجامعة كولومبيا للدراسة الجامعية والدراسات العليا، حيث حصل على درجة البكالوريوس والماجستير (1945) والدكتوراه. (1948) في الفيزياء.

## مساره المهني
بعد تخرجه من جامعة كولومبيا، أصبح جاسترو أستاذًا مساعدًا في جامعة ييل، ثم التحق بمختبر الأبحاث البحرية. في عام 1958 انضم إلى الإدارة الوطنية للملاحة الجوية والفضاء المشكَّلة حديثًا كرئيس لقسمها النظري. في عام 1961 أصبح المدير المؤسس لمعهد جودارد لدراسات الفضاء التابع لناسا وعمل كمدير له حتى تقاعده من وكالة ناسا في عام 1981. في الوقت نفسه كان أستاذًا للجيوفيزياء في جامعة كولومبيا.
كان جاسترو أول رئيس للجنة استكشاف القمر التابعة لناسا، والتي حددت الأهداف العلمية لاستكشاف القمر أثناء هبوط أبولو على سطح القمر.
كان جاسترو شخصية عامة ومؤلفًا ومعلقًا غزير الإنتاج على مجموعة من الموضوعات بما في ذلك برنامج الفضاء وعلم الفلك وعلوم الأرض وقضايا الأمن القومي. حاضر في قناة CBS و NBC، وكان كتابه العمالقة الحمر والأقزام البيض: تطور النجوم "Red Giants and White Dwarfs: The Evolution of Stars" من أكثر الكتب مبيعًا
في عام 1981، ترك جاسترو وكالة ناسا للانضمام إلى هيئة التدريس في كلية دارتموث كأستاذ لعلوم الأرض. وترك دارتموث في عام 1992 لتولي مهام مدير ورئيس معهد ماونت ويلسون، الذي يدير مرصد ماونت ويلسون في كاليفورنيا. كان جاسترو عضوًا في جمعية خريجي ناسا. في عام 1984، أسس جاسترو مع فريد سيتز وويليام نيرنبرغ معهد جورج سي مارشال، وهي منظمة قامت بتقييم القضايا العلمية التي تؤثر على السياسة العامة في واشنطن العاصمة. دعم المعهد مبادرة الدفاع الاستراتيجي للرئيس الأمريكي رونالد ريغان («حرب النجوم»)، على سبيل المثال في كتاب جاسترو عام 1985 بعنوان «كيفية إلغاء الأسلحة النووية». كما أصبح منكرًا بارزًا لتغير المناخ. عارض معهد جورج سي مارشال الإجماع العلمي على ظاهرة الاحتباس الحراري الناجمة عن الأنشطة البشرية. أقر جاسترو أن الأرض كانت تشهد اتجاهًا للاحترار لكنه ادعى أن السبب من المحتمل أن يكون اختلافًا طبيعيًا. عمل جاسترو كرئيس فخري لمعهد جورج سي مارشال حتى وفاته.

## آراءه الدينية
عبر عن آرائه حول الخلق أنه على الرغم من كونه «لا أدريًا، وليس مؤمنًا»،  يبدو له أن «الستار المرسوم على سر الخلق لن يرفع أبدًا بالجهود البشرية، على الأقل في المستقبل المنظور.» نتيجة «لظروف اكتشاف الانفجار العظيم - والذي كان محرقة دمرت سجل الماضي». جاسترو يؤمن بأنه إذا وجدت بداية للكون، فيوجد أيضًا خالق له.
في مقابلة مع مجلة Christianity Today، قال جاسترو: «يجد علماء الفلك الآن أنهم قد حشروا في زاوية لأنهم أثبتوا، بأساليبهم الخاصة، أن العالم بدأ فجأة في عملية الخلق التي يمكنك من خلالها تتبع بذور كل نجم، كل كوكب، كل كائن حي في هذا الكون وعلى الأرض. ووجدوا أن كل هذا حدث نتيجة لقوى لا أمل في اكتشافها. وأنه يوجد ما يمكنني أنا أو أي شخص آخر تسميته بالقوى المتجاوزة للطبيعة وهي تعمل، والآن أعتقد أنه حقيقة مثبتة علميًا.»
في حلقة نقاش عام 1995 على برنامج PBS، Think Tank مع Ben Wattenberg، لخص جاسترو موقفه من الصراع الواضح بين العلم والدين بالقول